# AMAZING BREAK
「AMAZING BREAK」（アメイジング ブレイク）はTERRASPEXの楽曲である。シングルは、2014年11月12日にワーナー・ブラザース・ホームエンターテイメントから発売された。

## 概要
表題曲「AMAZING BREAK」はテレビアニメ『テラフォーマーズ』のオープニングテーマに使用された。
CDジャーナルは、「正義の魂を紡ぎ上げる、雄々しいドラマティックなナンバー」と評価している。

## 収録曲
1. AMAZING BREAK
2. AMAZING BREAK (TV-size)
3. AMAZING BREAK (Instrumental)

## 参加アーティスト
- 松山晃太 - 作詞・ボーカル
- 堀江晶太 - 作詞・作曲・編曲
- 神田ジョン - ギター
- 大和 - ギター
- Ikuo - ベース
- 天野達也 - ドラム
- 菊池亮太 - ピアノ
- TAKU1175 - コーラス